# Sint-Adrianuskerk (Eel)

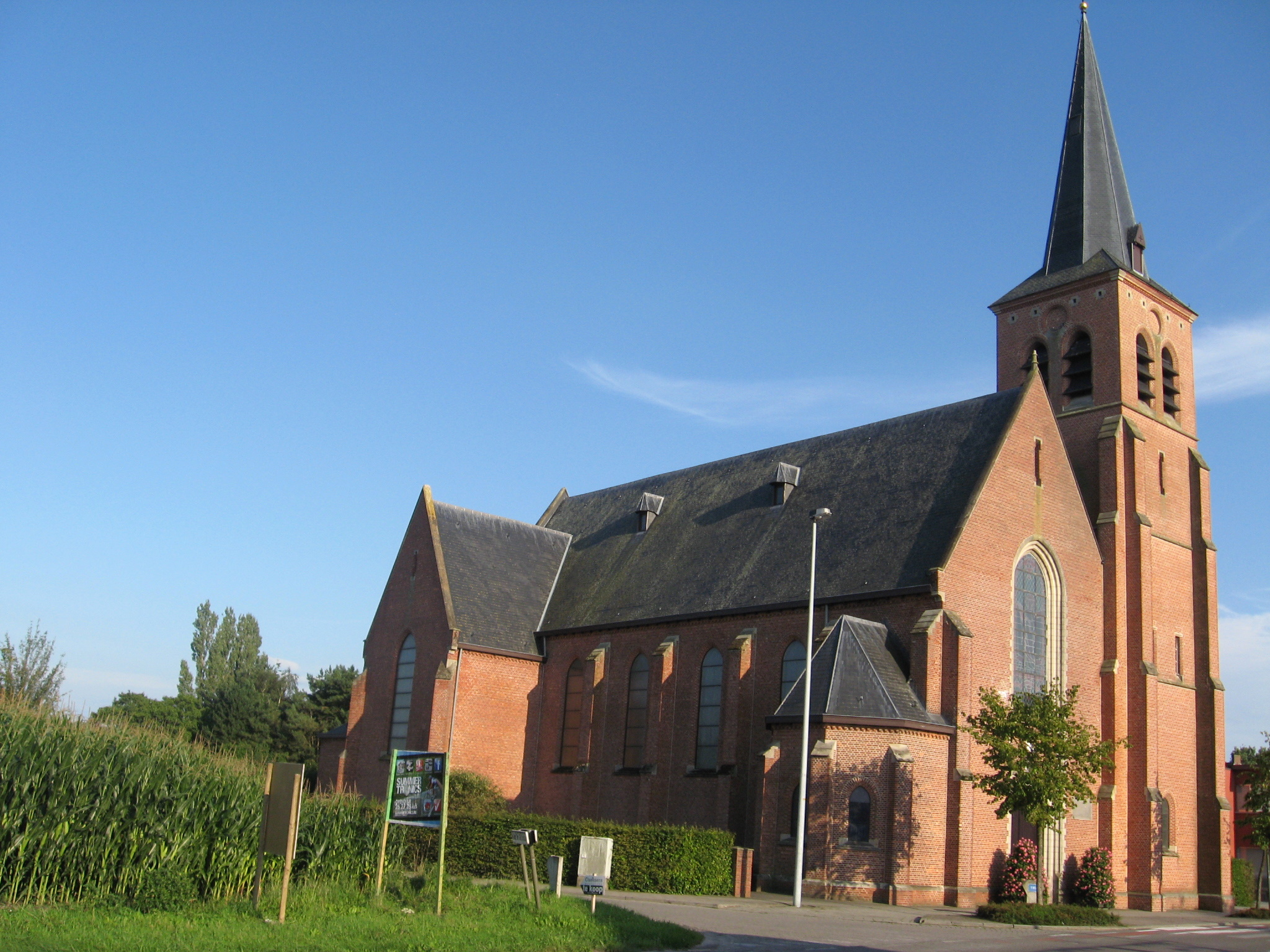
Sint-Adrianuskerk

De Sint-Adrianuskerk is de parochiekerk van de tot de Antwerpse gemeente Ravels behorende plaats Eel, gelegen aan Vooreel 42.

## Geschiedenis
Waarschijnlijk stond er in Eel al een kapel waar wellicht vanaf de 12e eeuw kerkdiensten werden gehouden. Pas in 1433 werd schriftelijk melding gemaakt van een kapel, die vermoedelijk van hout was. Deze kapel was ook een bestemming voor bedevaarten naar Sint-Adrianus.
In 1614 zou dan een stenen kapel zijn gebouwd.
In 1896 werd Eel een afzonderlijke parochie die zich afsplitste van de Sint-Servatiusparochie te Ravels. Men ging over tot de sloop van de -te klein geworden- kapel en bouwde een kerk naar ontwerp van Pieter Jozef Taeymans, die in 1900 gereed kwam en ingewijd werd in 1904.

## Gebouw
Het betreft een eenbeukige bakstenen georiënteerde kerk in neogotische stijl met een zuidelijk van de voorgevel aangebouwde toren. Deze heeft vier geledingen en wordt gedekt door een ingesnoerde naaldspits.

## Interieur
Uit de oude kapel werd nog een 15e-eeuws Mariabeeld in gepolychromeerd hout en een 18e-eeuws beeld van Sint-Adrianus naar de nieuwe kerk overgebracht.
Het kerkmeubilair is neogotisch en uit de tijd van de bouw van de kerk, begin 20e eeuw.